# Hugues-Wilfried Dah
Hugues-Wilfried Hamed Dah (sinh ngày 10 tháng 7 năm 1986) là một cầu thủ bóng đá người Burkina Faso thi đấu cho đội bóng UAE Al-Thaid, ở vị trí tiền đạo.

## Sự nghiệp
Sinh ra ở Ouagadougou, Dah chơi bóng ở Burkino Faso, Guinea Xích Đạo, Gabon, Cameroon, Bahrain, Các Tiểu vương quốc Ả Rập Thống nhất và Oman cho ASFA Yennenga, Renacimiento, FC 105 Libreville, Coton Sport, Busaiteen, Al Urooba, Al Nahda, Al-Thaid, EGS Gafsa, EO Sidi Bouzid và Salitas FC.
Anh ra mắt quốc tế cho Burkina Faso năm 2012.